# مارکو پایاچ
مارکو پایاچ (انگلیسی: Marko Pajač؛ زادهٔ ۱۱ مهٔ ۱۹۹۳) بازیکن فوتبال اهل کرواسی است.
از باشگاه‌هایی که در آن بازی کرده‌است می‌توان به باشگاه فوتبال واراژدین (۲۰۱۵–۱۹۳۱)، باشگاه فوتبال پروجا، باشگاه فوتبال لوکوموتیو زاگرب، باشگاه فوتبال مول فهروار، و باشگاه فوتبال کالیاری اشاره کرد.
وی همچنین در تیم‌های ملی فوتبال زیر ۱۸، ۱۹، ۲۰  و ۲۱ سال کرواسی بازی کرده‌است.